# 西班牙國立考古博物館
西班牙國立考古博物館（西班牙語：Museo Arqueológico Nacional）是位於西班牙馬德里的一座博物館，位於科隆廣場附近，和西班牙國家圖書館位於同一座建築內。

## 历史
西班牙國立考古博物館成立於1867年伊莎貝拉二世執政時期。1895年時，博物館全部藏品轉移至現在的地點。2008年開始，博物館一度關閉整修，2014年4月重新開放。

## 画廊

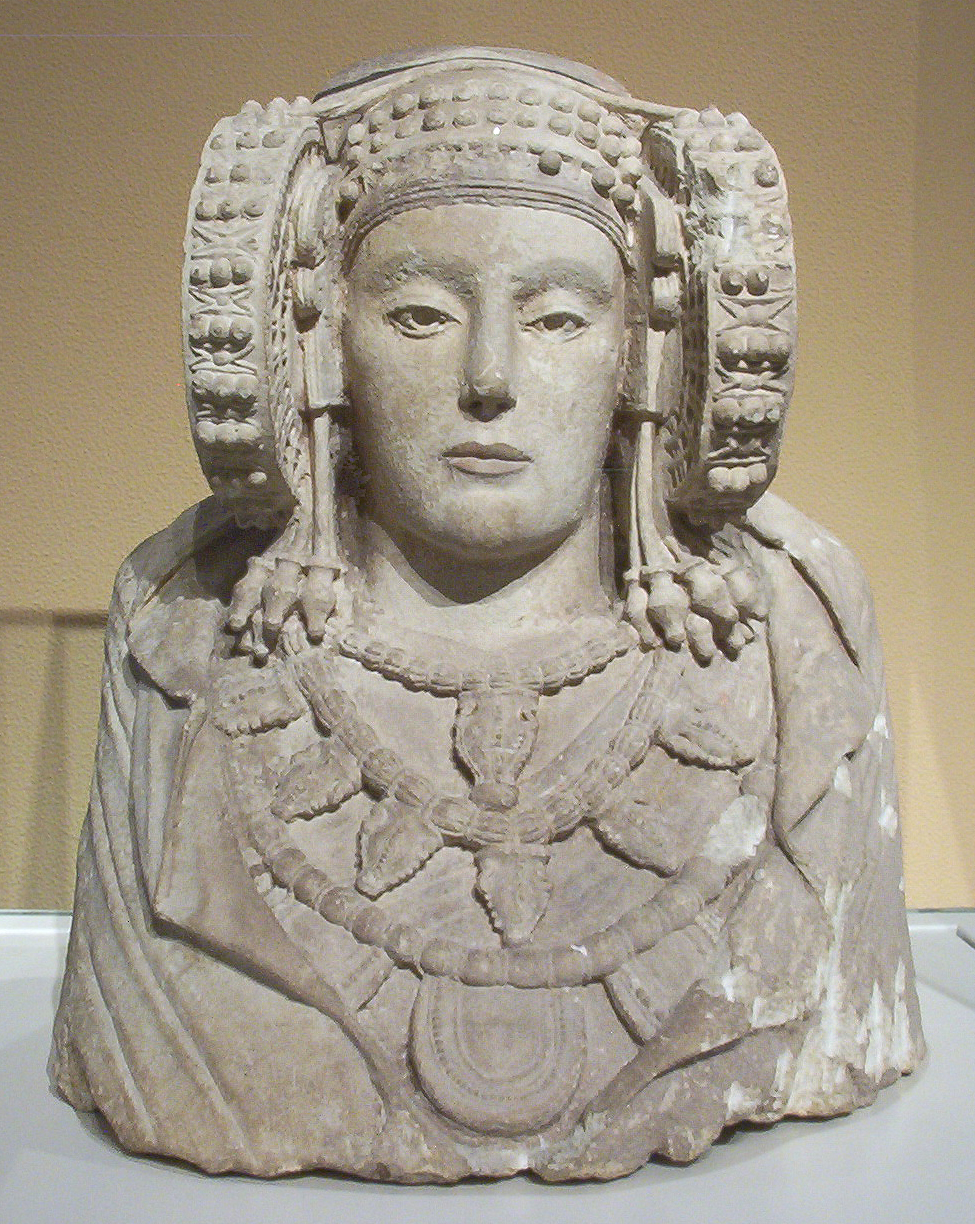
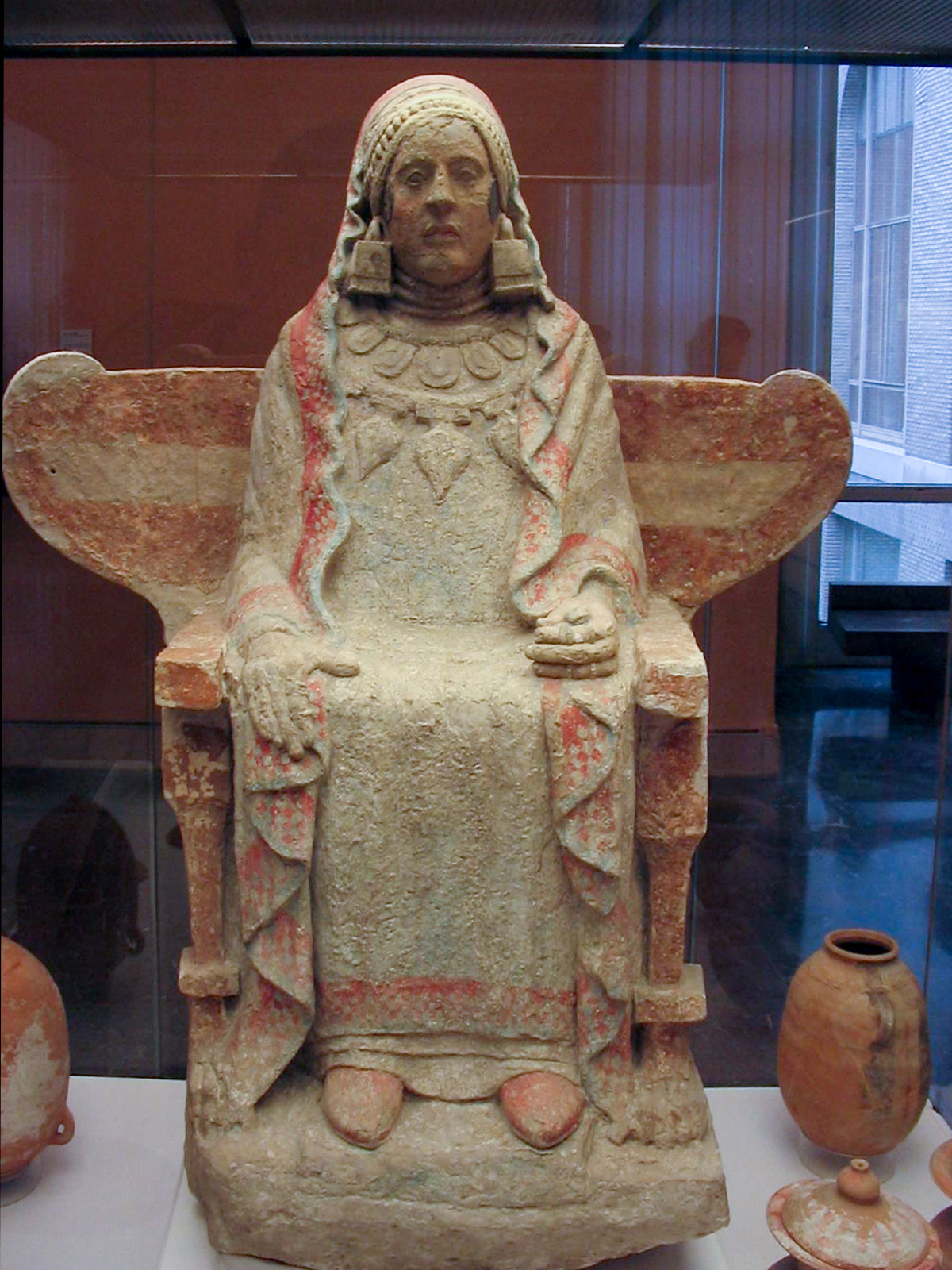
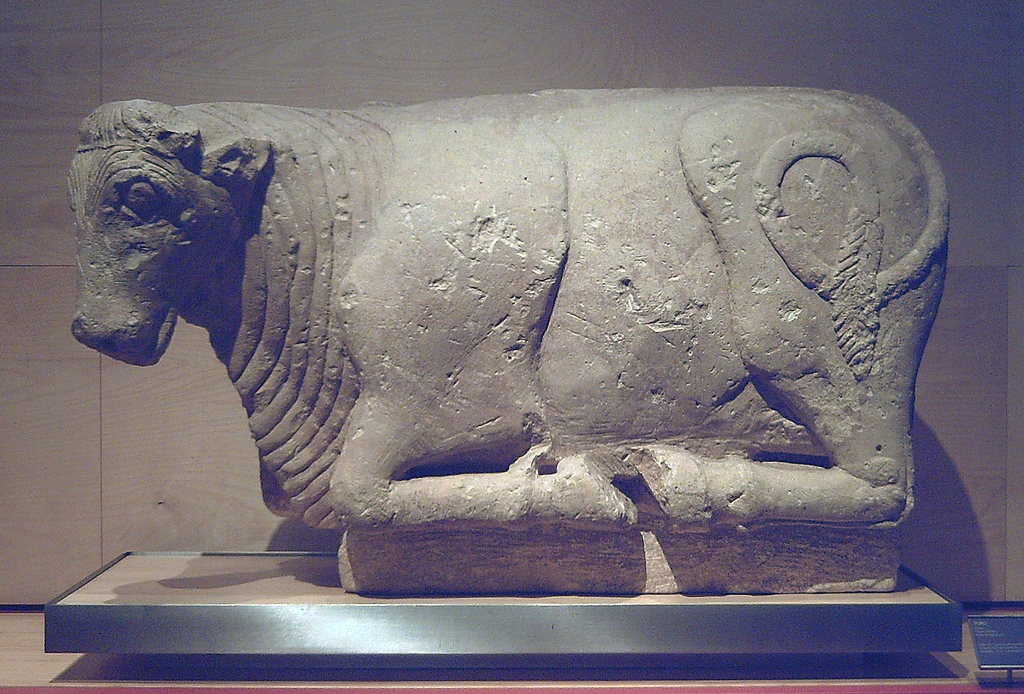
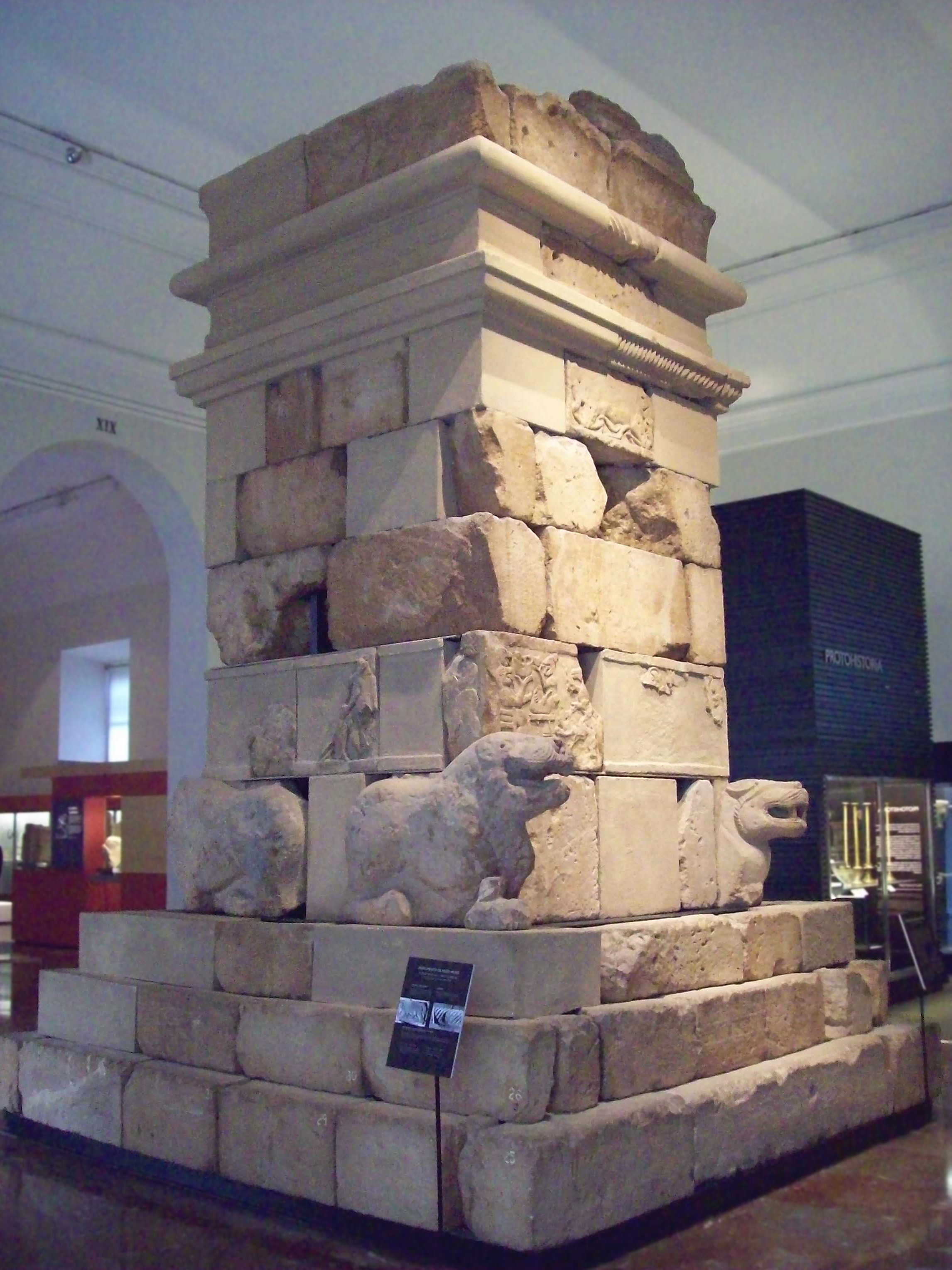
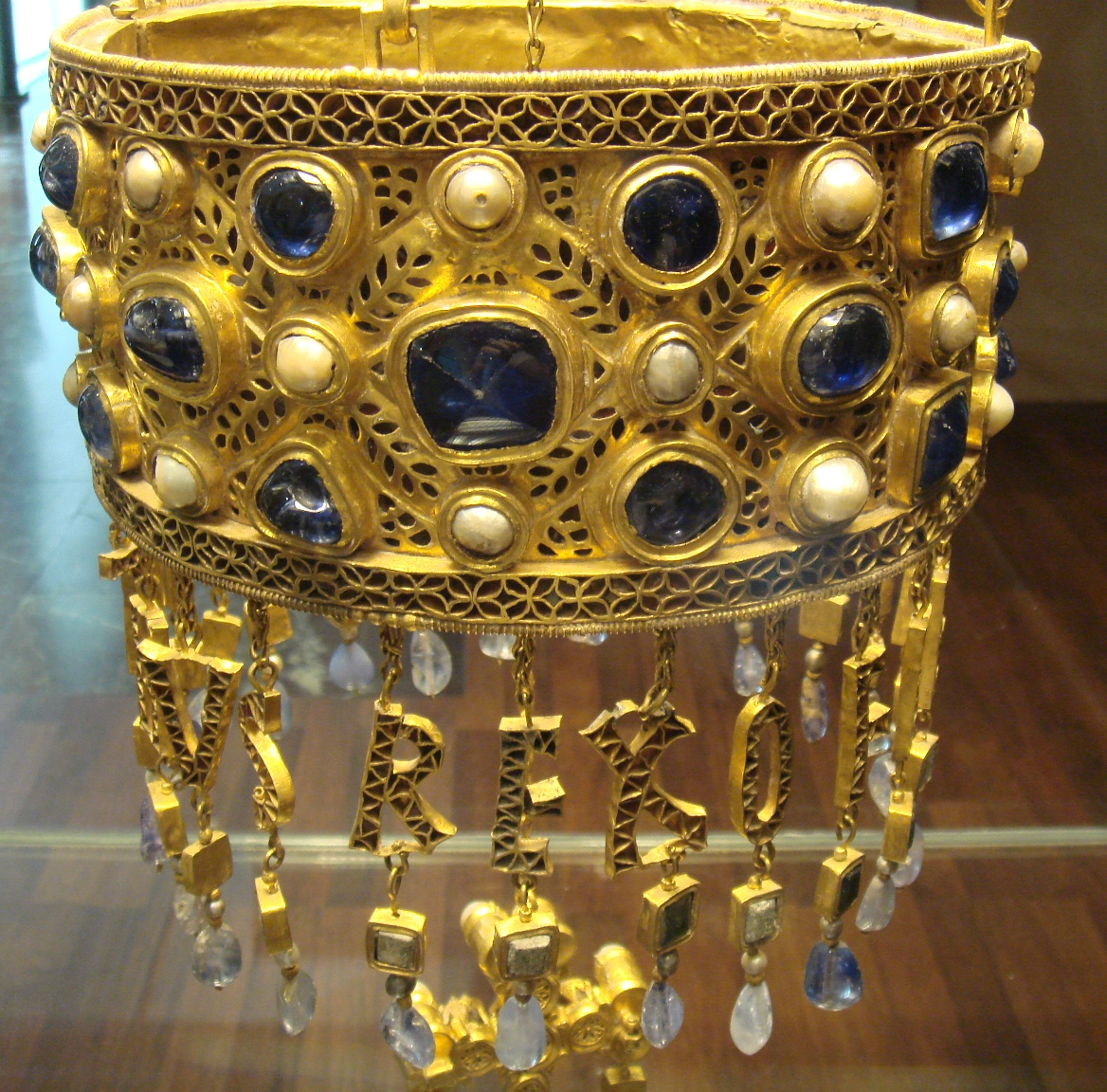
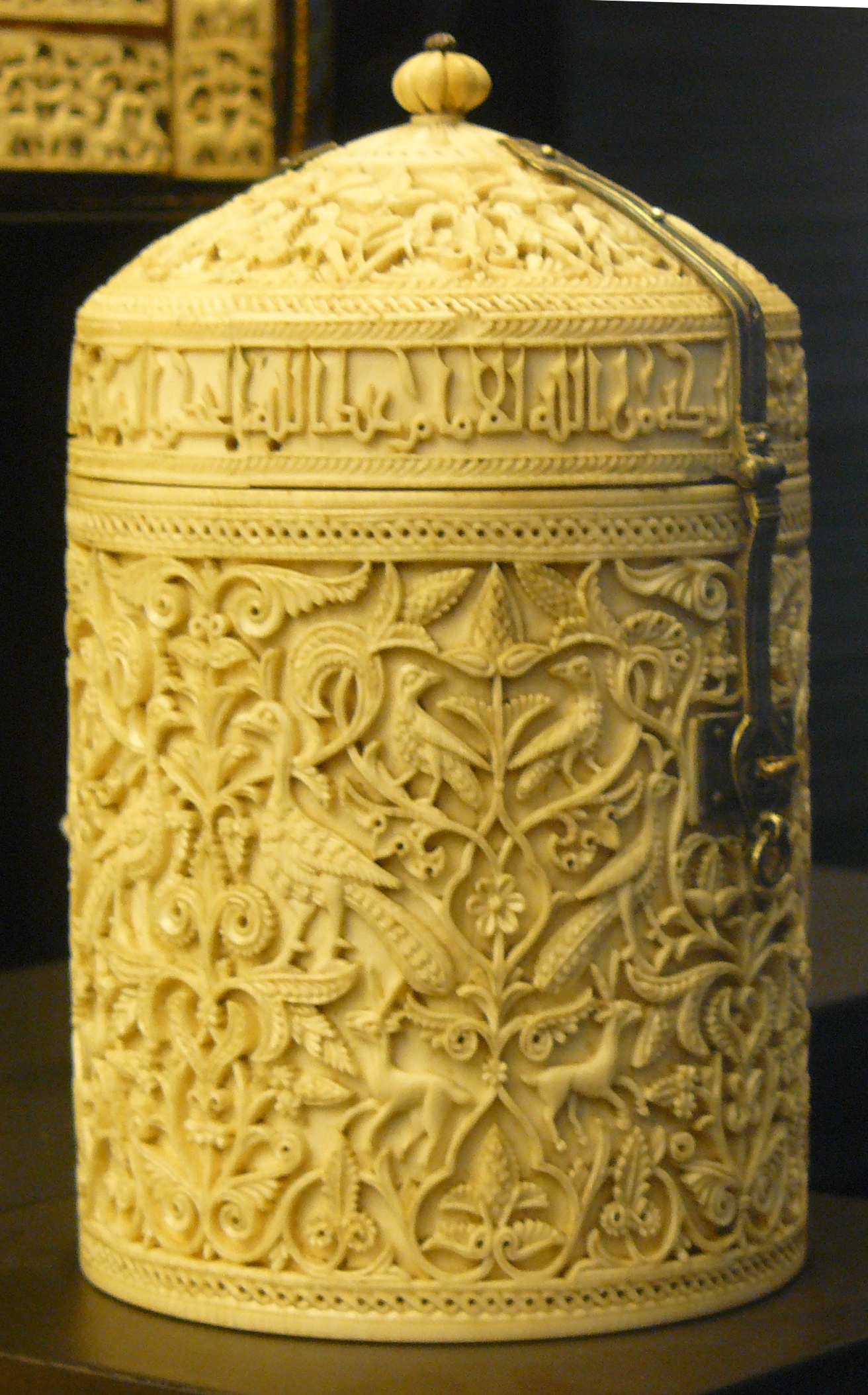
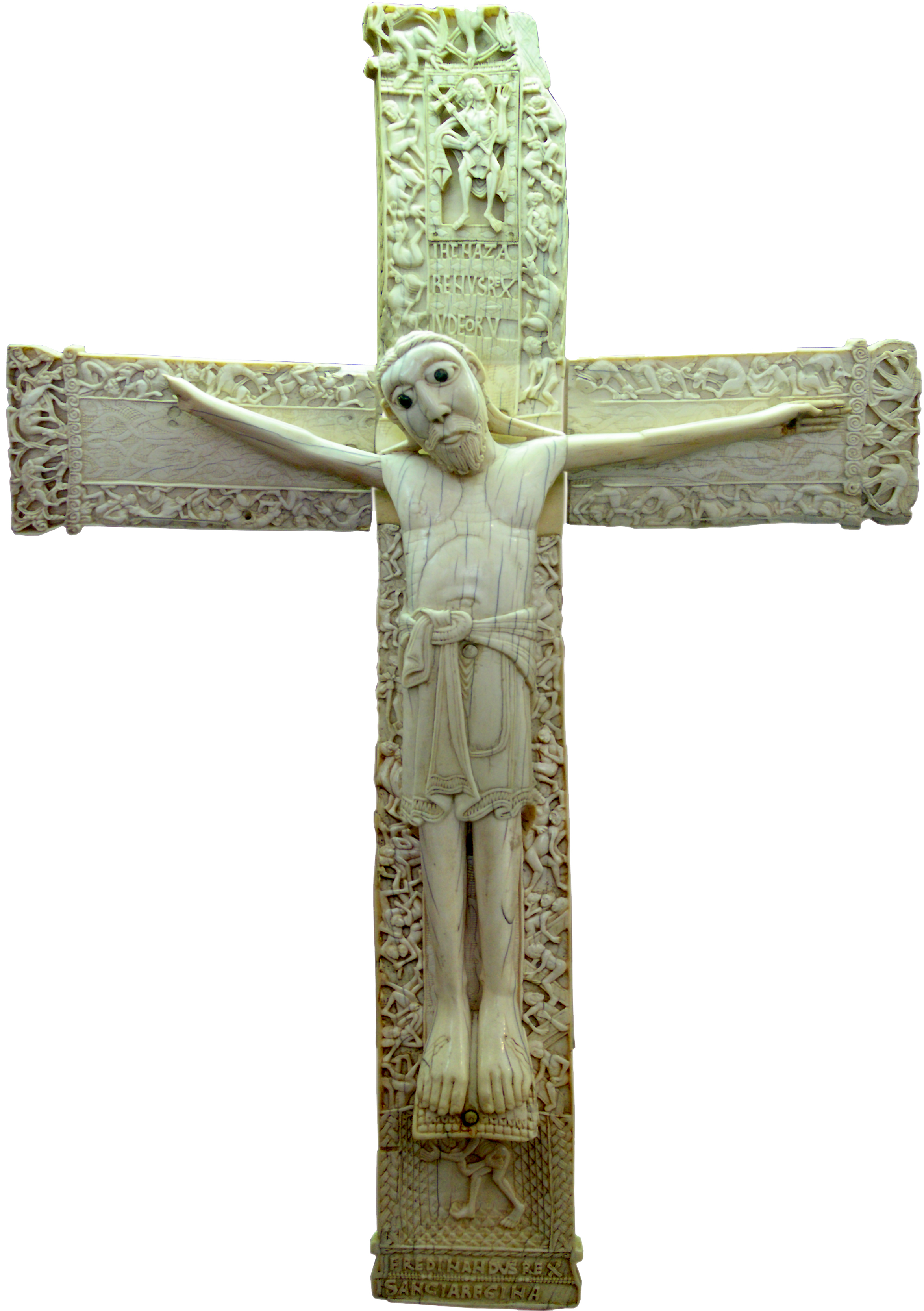
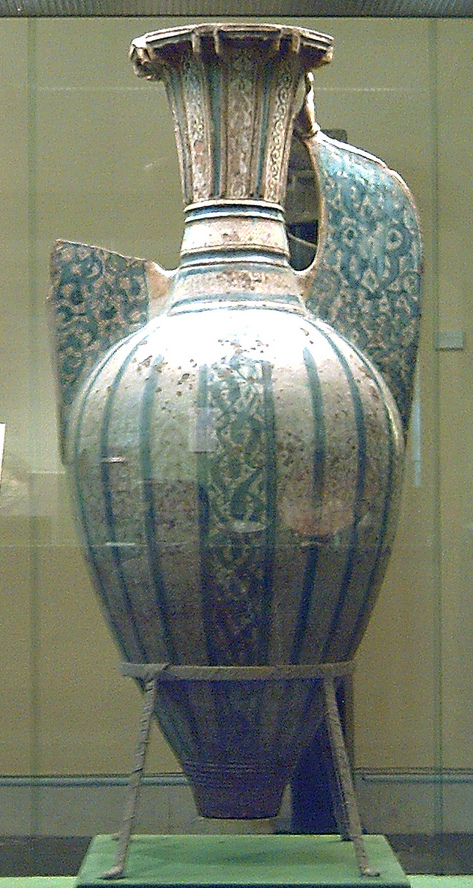

## 外部連結
维基共享资源上的相關多媒體資源：西班牙國立考古博物館
- National Archaeological Museum of Spain - Muselia （页面存档备份，存于）
- Official list of museums in Spain （页面存档备份，存于）